# 32. ročník udílení Nickelodeon Kids' Choice Awards
32. ročník udílení cen Nickelodeon Kids' Choice Awards se konal 23. března 2019 . Moderátorem ceremoniálu byl DJ Khaled. Nejvíce nominací získal film Avengers: Infinity War, celkem 10.

## Vítězové a nominovaní

### Film
| Nejoblíbenější film | Nejoblíbenější filmový herec |
| --- | --- |
| Avengers: Infinity War - Aquaman - Black Panther - Stánek s polibky - Mary Poppins se vrací - Všem klukům, které jsem milovala | Noah Centineo jako Peter Kavinsky – Všem klukům, které jsem milovala - Chadwick Boseman jako T'Challa / Black Panther – Black Panther - Chris Evans jako Steve Rogers / Captain America – Avengers: Infinity War - Chris Hemsworth jako Thor – Avengers: Infinity War - Dwayne Johnson jako Will Sawyer – Mrakodrap - Jason Momoa jako Arthur Curry / Aquaman – Aquaman               |
| Nejoblíbenější filmová herečka | Nejoblíbenější animovaný film |
| Joey King jako Elle Evans – Stánek s polibky - Emily Bluntová jako Mary Poppins – Mary Poppins se vrací - Scarlett Johansson jako Natasha Romanoff / Black Widow – Avengers: Infinity War - Lupita Nyong'o jako Nakia – Black Panther - Rihanna jako Nine Ball – Debbie a její parťačky - Zoe Saldana jako Gamora – Avengers: Infinity War                                                                   | Úžasňákovi 2 - Grinch - Hotel Transylvánie 3: Příšerózní dovolená - Králíček Petr - Raubíř Ralf a internet - Spider-Man: Paralelní světy |

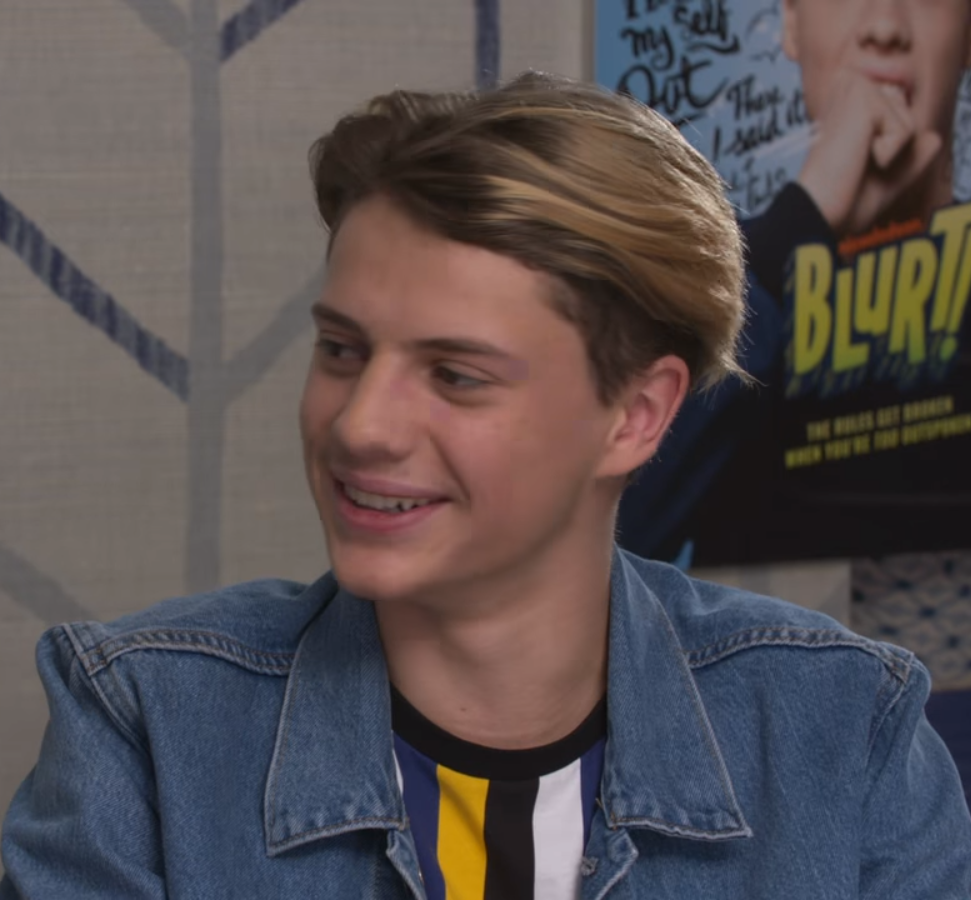
Jace Norman, vítěz v kategorii nejoblíbenější televizní herec

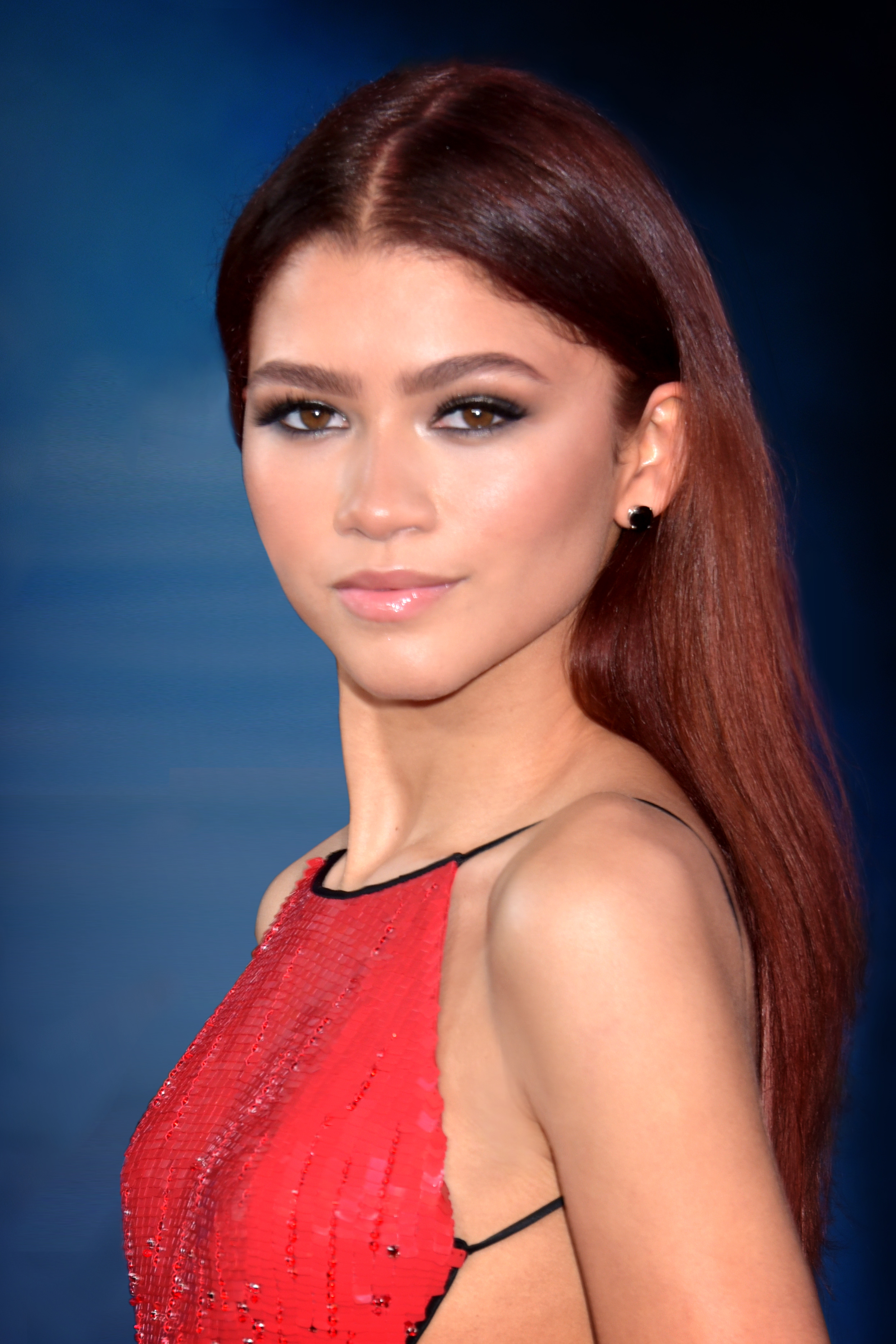
Zendaya, vítězka v kategorii nejoblíbenější televizní herečka

| Nejoblíbenější hlas v animovaném filmu (muž) | Nejoblíbenější hlas v animovaném filmu (žena) |
| Adam Sandler jako Drákula – Hotel Transylvánie 3: Příšerózní dovolená - James Corden jako Králíček Petr – Králíček Petr - Benedict Cumberbatch jako Grinch – Grinch - Shameik Moore jako Miles Morales – Spider-Man: Paralelní světy - Andy Samberg jako Jonathan – Hotel Transylvánie 3: Příšerózní dovolená - Channing Tatum jako Migo – Yeti: Ledové dobrodružství                                        | Selena Gomez jako Mavis – Hotel Transylvánie 3: Příšerózní dovolená - Kristen Bellová jako Jade Wilson – Mladí Titáni do toho! Ve filmu - Gal Gadotová jako Shank – Raubíř Ralf a internet - Yara Shahidi jako Brenda – Yeti: Ledové dobrodružství - Hailee Steinfeld jako Gwen Stacy / Spider-Gwen – Spider-Man: Paralelní světy - Zendaya jako Meechee – Yeti: Ledové dobrodružství |
| Nejoblíbenější superhrdina | Nejoblíbenější nakopávač zadků |
| Robert Downey Jr. jako Tony Stark / Iron Man – Avengers: Infinity War - Chadwick Boseman jako T'Challa / Black Panther – Black Panther - Chris Evans jako Steve Rogers / Captain America – Avengers: Infinity War - Chris Hemsworth jako Thor – Avengers: Infinity War - Scarlett Johansson jako Natasha Romanoff / Black Widow – Avengers: Infinity War - Jason Momoa jako Arthur Curry / Aquaman – Aquaman | Chris Pratt jako Owen Grady – Jurský park: Zánik říše - Emilia Clarkeová jako Qi'ra – Solo: Star Wars Story - Danai Gurira jako Okoye – Black Panther - Dwayne Johnson jako Will Sawyer – Mrakodrap - Michael B. Jordan jako Adonis "Donnie" Creed – Creed II - Zoe Saldana jako Gamora – Avengers: Infinity War                                                                      |

### Televize
| Nejoblíbenější zábavný televizní seriál | Nejoblíbenější dramatický televizní seriál |
| --- | --- |
| Zase máme plný dům - Teorie velkého třesku - Táborníci z Kikiwaka - Henry Nebezpečný - Taková moderní rodinka - U Raven doma | Riverdale - Řada nešťastných příhod - Sabrinina děsivá dobrodružství - The Flash - Stranger Things - Živí mrtví |
| Nejoblíbenější televizní herec | Nejoblíbenější televizní herečka |
| Jace Norman jako Henry Hart / Kid Danger – Henry Nebezpečný - Karan Brar jako Ravi Ross – Táborníci z Kikiwaka - Grant Gustin jako Barry Allen / The Flash – The Flash - Neil Patrick Harris jako Olaf – Řada nešťastných příhod - Caleb McLaughlin jako Lucas Sinclair – Stranger Things - Jim Parsons jako Sheldon Cooper – Teorie velkého třesku                                                                                  | Zendaya jako K.C. Cooper – Tajný život K.C. - Millie Bobby Brownová jako Jedenáctka – Stranger Things - Candace Cameron Bure jako D.J. Tanner-Fuller – Zase máme plný dům - Kaley Cuoco jako Penny – Teorie velkého třesku - Peyton Elizabeth Lee jako Andi Mack– Andi Mack - Raven-Symoné jako Raven Baxter – U Raven doma |
| Nejoblíbenější reality-show | Nejoblíbenější moderátor |
| Amerika má talent - Ninja faktor po americku - American Idol - Dancing with the Stars: Juniors - Double Dare - The Voice | Ellen DeGeneres – Ellen's Game of Games - Kevin Hart – TKO: Total Knock Out - Liza Koshy a Marc Summers – Double Dare - Ryan Seacrest – American Idol - Tyra Banks – Amerika má talent - Nick Cannon a JoJo Siwa – Lip Sync Battle Shorties                                                                                 |
| Nejoblíbenější porotce | Nejoblíbenější animovaný seriál |
| Mel B, Simon Cowell, Heidi Klum a Howie Mandel – Amerika má talent - LuAvengers: Infinity Warke Bryan, Katy Perry a Lionel Richie – American Idol - Len Goodman, Carrie Ann Inaba a Bruno Tonioli – Dancing with the Stars - Sean Combs, DJ Khaled a Meghan Trainor – The Four: Battle for Stardom - Kelly Clarkson, Jennifer Hudson, Adam Levine a Blake Shelton – The Voice - Jennifer Lopez, Derek Hough a Ne-Yo – World of Dance | SpongeBob v kalhotách - Alvin a Chipmunkové - Mimi šéf: zpátky ve hře - Hlasiťákovi - Vzestup Želv Ninja - Mladí Titáni do toho! |

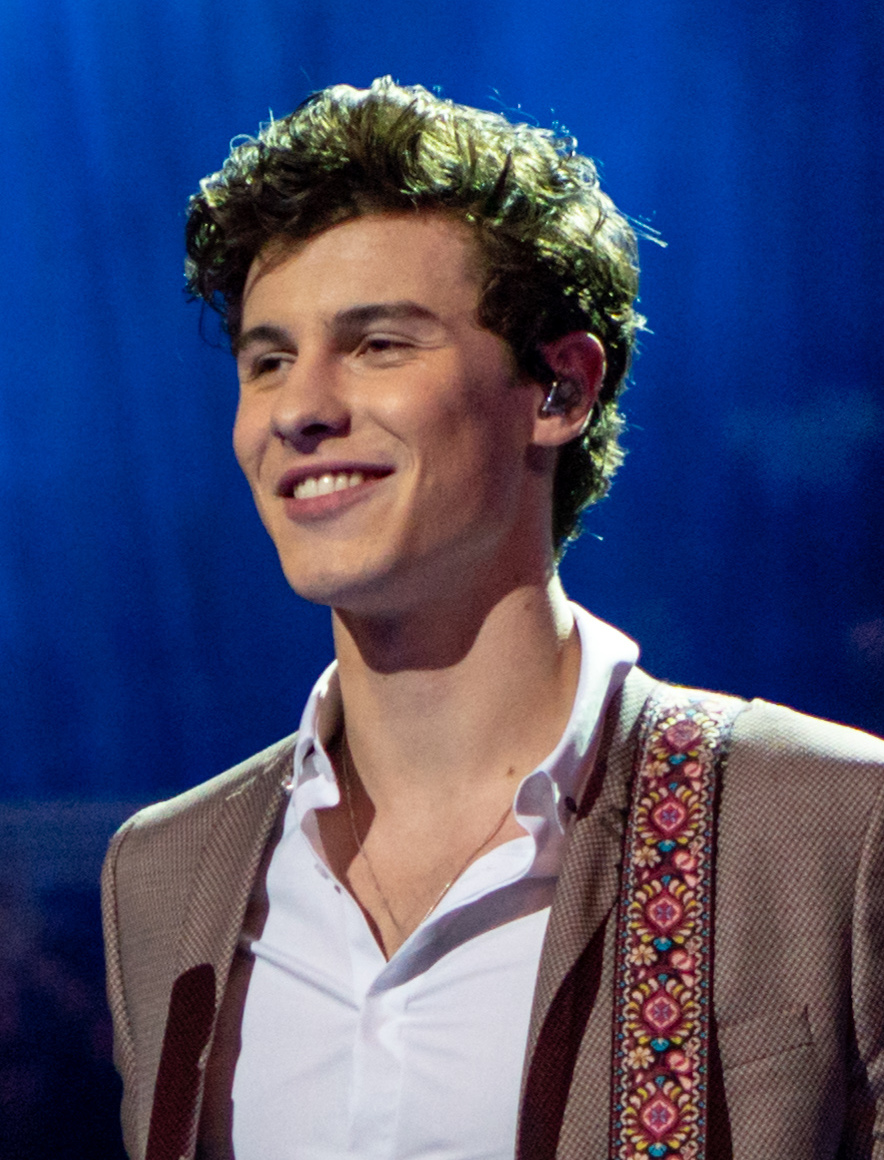
Shawn Mendes, vítěz v kategorii nejoblíbenější zpěvák

### Hudba
| Nejoblíbenější hudební skupina                                                           | Nejoblíbenější zpěvák |
| ---------------------------------------------------------------------------------------- | --- |
| Maroon 5 - Fall Out Boy - The Chainsmokers - Imagine Dragons - Migos - Twenty One Pilots | Shawn Mendes - Luke Bryan - DJ Khaled - Drake - Bruno Mars - Justin Timberlake |
| Nejoblíbenější zpěvačka                                                                  | Písnička roku |
| Ariana Grande - Beyoncé - Camila Cabello - Cardi B - Selena Gomez - Taylor Swift         | „Thank U, Next“ – Ariana Grande - „Delicate“ – Taylor Swift - „In My Blood“ – Shawn Mendes - „In My Feelings“ – Drake - „Natural“ – Imagine Dragons - „Youngblood“ – 5 Seconds of Summer |
| Objev roku                                                                               | Nejoblíbenější kolaborace |
| Billie Eilish - Kane Brown - Dan + Shay - Cardi B - Juice WRLD - Post Malone             | „No Brainer“ – DJ Khaled feat. Justin Bieber, Chance the Rapper a Quavo - „Girls Like You“ – Maroon 5 feat. Cardi B - „Happier“ – Marshmello feat. Bastille - „I Like It“ – Cardi B feat. Bad Bunny a J Balvin - „Meant to Be“ – Bebe Rexha feat. Florida Georgia Line - „Sicko Mode“ – Travis Scott feat. Drake |
| Nejoblíbenější virální umělec                                                            | Nejoblíbenější globální hudební hvězda |
| JoJo Siwa - Baby Ariel - Chloe x Halle - Jack & Jack - Max & Harvey - Why Don't We       | Taylor Swift (Severní Amerika) - Davido (Afrika) - BLACKPINK (Asie) - Troye Sivan (Austrálie a Nový Zéland) - David Guetta (Evropa) - J Balvin (Latinská Amerika) - George Ezra (Spojené království) |

### Ostatní
| Nejoblíbenější videohra                                                                                       | Nejoblíbenější hráč                                                      |
| --- | ------------------------------------------------------------------------ |
| Just Dance 2019 - Lego The Incredibles - Marvel's Spider-Man - Super Smash Bros. Ultimate - Super Mario Party | Sssniperwolf - DanTDM - Jacksepticeye - Markiplier - Ninja - PopularMMOs |
| Nejoblíbenější sociální hvězda                                                                                |                                                                          |
| David Dobrik - Emma Chamberlain - Guava Juice - Lilly Singh - Miranda Sings - Ryan ToysReview                 |                                                                          |